# Asplenium nigrum
Asplenium nigrum là một loài dương xỉ trong họ Aspleniaceae. Loài này được Lam. mô tả khoa học đầu tiên năm 1779.
Danh pháp khoa học của loài này chưa được làm sáng tỏ. 